# Martin Fourcade
Martin Fourcade (n. 14 septembrie 1988, Céret, Languedoc-Roussillon, Franța) este un fost biatlonist francez, dublu campion olimpic la Jocurile Olimpice de iarnă din 2014 de la Soci, de șapte ori câștigătorul clasamentului general al Cupei mondiale de biatlon și de nouă ori campion mondial în perioada 2011–2016. 
La 13 martie 2020, și-a anunțat retragerea la finalul sezonului 2019-2020.

## Performanțe

### Jocurile Olimpice
| Eveniment      | Individual | Sprint | Urmărire | Start în bloc | Ștafetă | Ștafetă mixtă |
| -------------- | ---------- | ------ | -------- | ------------- | ------- | ------------- |
| Vancouver 2010 | 14         | 35     | 34       | Argint        | 6       | N/A           |
| Soci 2014      | Aur        | 6      | Aur      | Argint        | 8       | 6             |

### Campionatele Mondiale
| Eveniment              | Individual | Sprint | Urmărire | Start în bloc | Ștafetă | Ștafetă mixtă |
| ---------------------- | ---------- | ------ | -------- | ------------- | ------- | ------------- |
| Pyeongchang 2009       | 13         | 18     | 8        | 15            | 4       | —             |
| Hantî-Mansiisk 2010    | N/A        | N/A    | N/A      | N/A           | N/A     | 5             |
| Hantî-Mansiisk 2011    | 10         | Argint | Aur      | 10            | 12      | Bronz         |
| Ruhpolding 2012        | 25         | Aur    | Aur      | Aur           | Argint  | 11            |
| Nové Město 2013        | Aur        | Argint | Argint   | 10            | Argint  | Argint        |
| Kontiolahti 2015       | Aur        | 12     | 7        | 10            | Bronz   | Argint        |
| Oslo Holmenkollen 2016 | Aur        | Aur    | Aur      |               |         | Aur           |

## Legături externe
Materiale media legate de Martin Fourcade la Wikimedia Commons
- en Martin Fourcade la Olympedia.org